# ミス・ユニバース1960
ミス・ユニバース1960（Miss Universe 1960、第9回ミス・ユニバース世界大会）は1960年7月9日にアメリカ合衆国フロリダ州マイアミビーチ公会堂で開催された。ミスUSAのリンダ・ビメントがアメリカ人として3人目の優勝者となり、日本の児島明子からミス・ユニバースのタイトルを引き継いだ。児島からミス・ユニバース・ジャパンのタイトルを引き継いで出場した古野弥生はトップ15に入賞し、日本代表は4年連続入賞となった。

## 最終結果

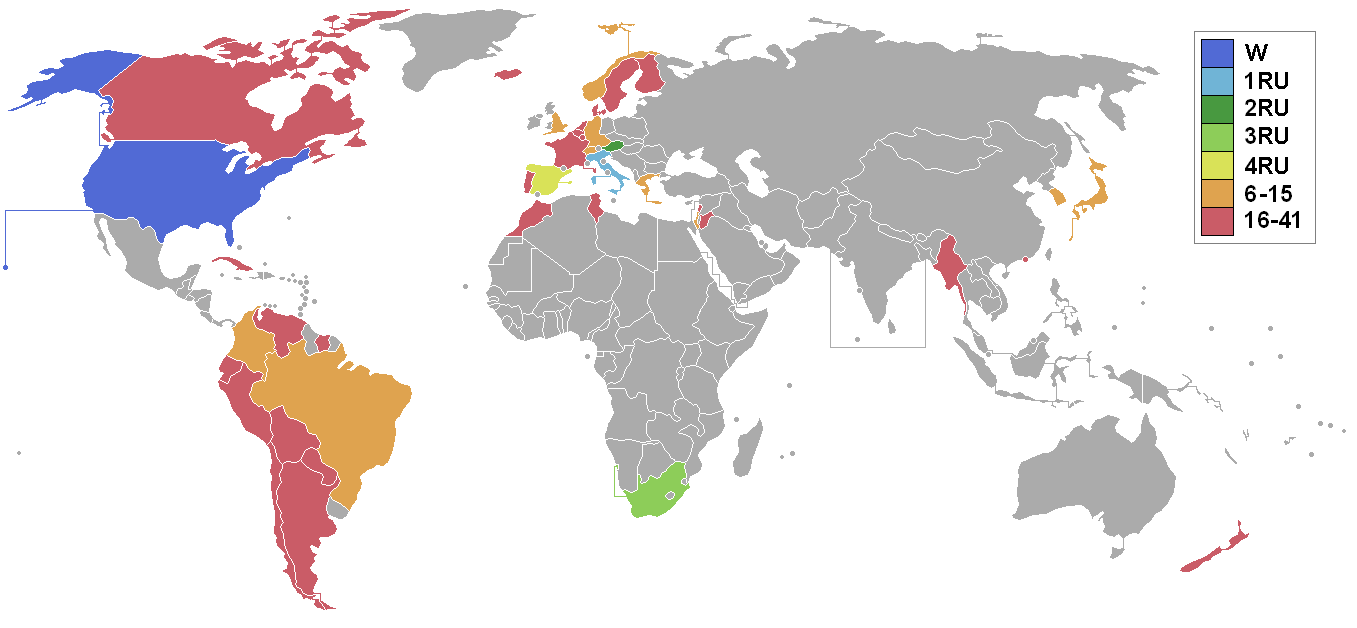
ミス・ユニバース1960の参加国と最終結果

### 入賞者
| 最終結果             | 参加者 |
| -------------------- | --- |
| ミス・ユニバース1960 | - アメリカ - リンダ・ビメント (Linda Bement) |
| 第2位                | - イタリア - ダニエラ・ビアンキ (Daniela Bianchi) |
| 第3位                | - オーストリア - エリザベト・ホダクス (Elizabeth Hodacs) |
| 第4位                | - 南アフリカ - ニコレット・カラス (Nicolette Caras) |
| 第5位                | - スペイン - マリア・テレサ・デル・リオ (María Teresa del Río) |
| トップ15             | - ブラジル - ジーン・ジーナ・マクファーソン - コロンビア - ステラ・マルケス - イングランド - ジョーン・エリノア・ボードマン - ドイツ - イングルン・ヘルガルド・メッケル - ギリシア - マグダ・パサログロウ - イスラエル - アリジャ・ガー - 日本 - 古野弥生 - 韓国 - ソン・ミージャ - ノルウェー - ラグンヒル・オース - スイス - エレイン・マウラト |

## 参加者
- アルゼンチン - ロセ・マリエ・リンケ
- オーストリア - エリサベト・ホダクス
- ベルギー - ユベール・バックス
- ボリビア - ナンシー・アギーレ
- ブラジル - ジーン・ジーナ・マクファーソン
- ビルマ - ミン・ミン・メイ
- カナダ - エドナ・ダイアン・マクヴィカー
- チリ - マリンカ・ポラメル・エスピノーサ
- コロンビア - ステラ・マルケス
- コスタリカ - レイラ・ロドリゲス
- キューバ - フローラ・ラウテン・オヨス
- デンマーク - リジー・エリノ・ヘス
- エクアドル - イサベル・ローランド・セバージョス
- イングランド - ジョーン・エリノア・ボードマン
- フィンランド - マルヤ・レーナ・マンニネン
- フランス - フローレンス・アンヌ・マリー・ノルマン・アイリー
- ドイツ - イングルン・ヘルガルド・メッケル
- ギリシア - マグダ・パサログロウ
- オランダ - カリーナ・フェルベーク
- 香港 - ヴィヴィアン・チャン
- アイスランド - スヴァンヒルドル・ヤコブスドッティル
- イスラエル - アリジャ・ガー
- イタリア - ダニエラ・ビアンキ
- 日本 - 古野弥生[1]
- ヨルダン - ヘレン・ギアタナポウルス
- 韓国 - ソン・ミージャ
- レバノン - グラディス・タベット
- ルクセンブルク - マリー・ヴェントゥーリ
- モロッコ - マリリン・エスコバル
- ニュージーランド - ロレイン・ナワ・ジョーンズ
- ノルウェー - ラグンヒル・オース
- パラグアイ - メルセデス・テレサ・ルギア
- ペルー - メダリト・ガリノ
- ポルトガル - マリア・テレサ・モッタ・カルドーゾ
- 南アフリカ - ニコレット・ジョーン・カラス
- スペイン - マリア・テレサ・デル・リオ
- スリナム - クリスティネ・イエ・サム・フェック
- スウェーデン - ビルギッタ・オーフリング
- スイス - エレイン・マウラト
- チュニジア - マリー・ルイーズ・カリゲス
- ウルグアイ - イリス・テレサ・ウバル・カブレラ
- アメリカ合衆国 - リンダ・ジーン・ビメント
- ベネズエラ - マリー・キロス・デルガド

## ノート

### 交代者
- デンマーク —   アンテ・ミュラーは年齢が16歳で失格となり、リジー・エリノ・ヘスに代わった。

### 辞退者
- カメルーン- サレ・アッソウエン
- ハイチ - クローディネット・フーシャール
- メキシコ - ロレーナ・ベラスケス
- ポーランド - マルエナ・マリノフスカ
- タヒチ - マリア・フローア

### 特別賞
- ビルマ - ミス・アミティー（ミン・ミン・メイ）
- イタリア - ミス・フォトジェニック（ダニエラ・ビアンキ）